# Федорівка (Петрівська селищна громада)
Фе́дорівка — село в Україні, в Олександрійському районі Кіровоградської області. Входить до складу Петрівської селищної громади. Населення становить 139 осіб.

## Географія
У селі річка Балка Дубова впадає у річку Інгулець.

## Населення
Згідно з переписом УРСР 1989 року чисельність наявного населення села становила 172 особи, з яких 78 чоловіків та 94 жінки.
За переписом населення України 2001 року в селі мешкало 139 осіб.

### Мова
Розподіл населення за рідною мовою за даними перепису 2001 року:
| Мова       | Відсоток |
| ---------- | -------- |
| українська | 94,96 %  |
| російська  | 3,60 %   |
| молдовська | 1,44 %   |

## Відомі люди
Уродженцем села є Герой Радянського Союзу П. П. Ткаченко (1915—1944).